# Pedrosa
Roberto Gomes Pedrosa, também conhecido apenas como Pedrosa (Rio de Janeiro, 8 de junho de 1913 — São Paulo, 4 de janeiro de 1954), foi um futebolista, dirigente esportivo e político brasileiro.

## Carreira
Iniciou a carreira no Botafogo em 1930 e foi convocado para disputar a Copa do Mundo de 1934 pela Seleção Brasileira. Ingressou no São Paulo em 12 de setembro de 1938 — data da fusão com o Estudante Paulista, de que o futuro dirigente já fazia parte. Pedrosa defendeu as cores são-paulinas até 1940, quando deixou os gramados. Pela Seleção, o goleiro disputou dezenove partidas, sendo duas oficiais.
Ainda em 1940, foi eleito conselheiro do São Paulo. Em 1941, foi nomeado diretor do Departamento de Futebol e, um ano depois, recebeu o título de sócio benemérito. Em 1943, foi indicado diretor do Departamento Técnico da Federação Paulista de Futebol (FPF); em 1944, ocupou o cargo de secretário-geral da FPF; e, em 1945, foi eleito membro do Conselho Regional de Desportos. Foi escolhido em 1946 para ocupar a presidência do São Paulo, e sua profícua atuação deixou marcas indeléveis na vida do clube. Em 1947, foi eleito presidente da Federação Paulista de Futebol — cargo que exerceu, após duas reeleições, até 1954, ano de sua morte, com apenas quarenta anos de idade. Ele também foi vereador de São Paulo por uma legislatura.

## Morte
O corpo de Pedrosa foi encontrado por sua empregada em seu apartamento, em Santa Cecília. No dia anterior, ela não tinha percebido que ele já estava morto, tendo imaginado que ele dormia. Segundo o jornal Folha da Manhã, ele teria sofrido um mal súbito no banheiro e, depois de cair, quebrando a privada, teria conseguido levantar-se e dirigir-se até sua cama. A autópsia acusou morte por intoxicação.

## Homenagens
Em sua memória, as edições de 1954 a 1966 do Torneio Rio–São Paulo oficialmente se chamavam Torneio Roberto Gomes Pedrosa. Sucedendo a homenagem interestadual, em 1967 foi criado o Torneio Roberto Gomes Pedrosa, de caráter nacional. Apesar de as edições de 1968 a 1970, sucessoras do certame de 1967 (possuíam o mesmo sistema de disputa), terem o nome oficial Taça de Prata, ficaram conhecidas popularmente pelo nome anterior. Junto com as dez edições da Taça Brasil (1959 a 1968), as quatro edições do Robertão (nome popular) foram reconhecidas como oficiais do Campeonato Brasileiro, em 2010. O vencedor do Módulo Amarelo do Campeonato Brasileiro de 1987 recebeu o Troféu Roberto Gomes Pedrosa.
Roberto Gomes Pedrosa dá seu nome à praça em São Paulo onde fica localizado o Estádio do Morumbi.

## Títulos
Botafogo
- Campeonato Carioca: 1932, 1933 e 1934[4]
- Taça dos Campeões Estaduais Rio–São Paulo: 1931